# Schreierstoren

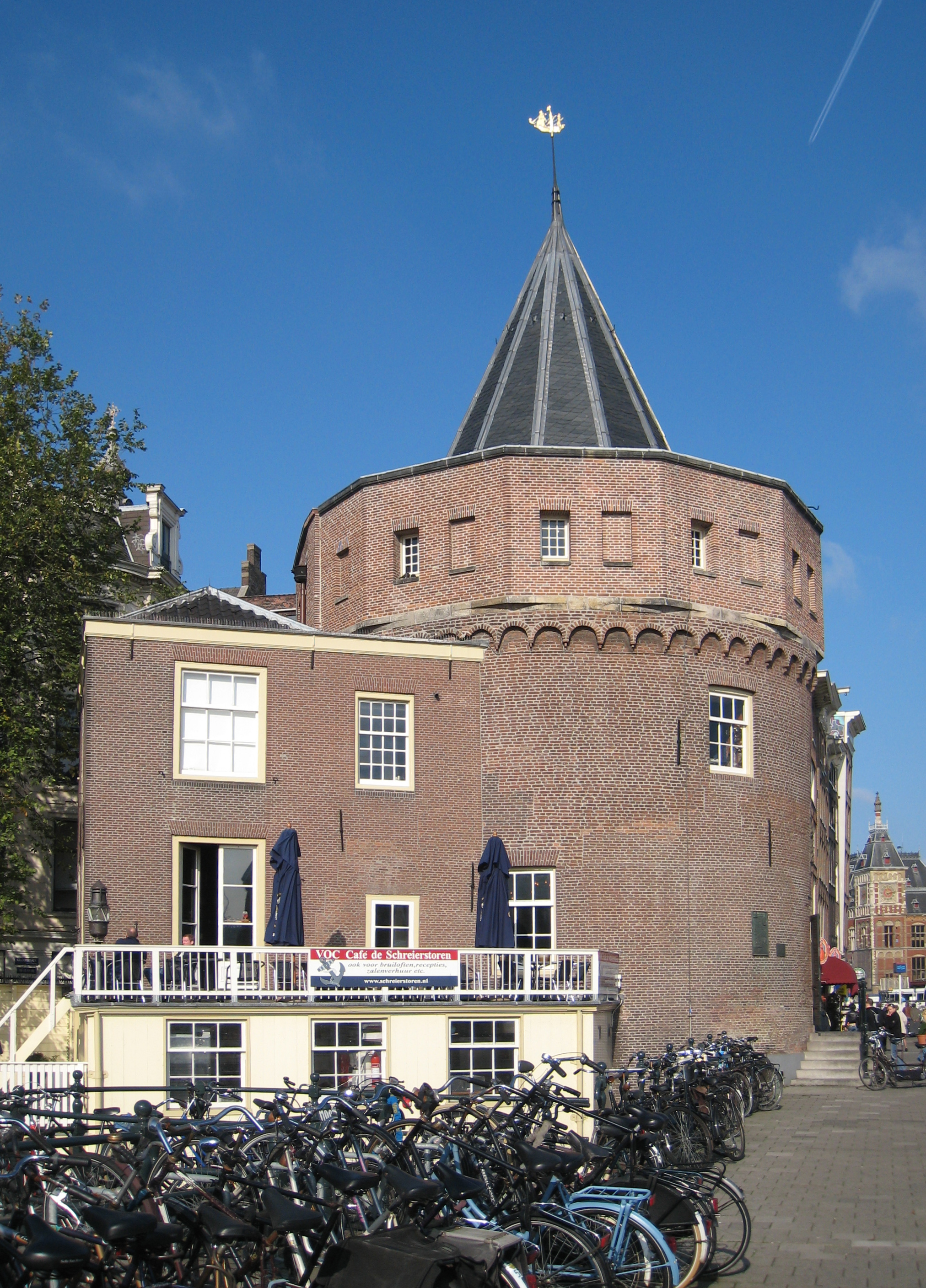
Scheierstoren von der Geldersekade aus gesehen

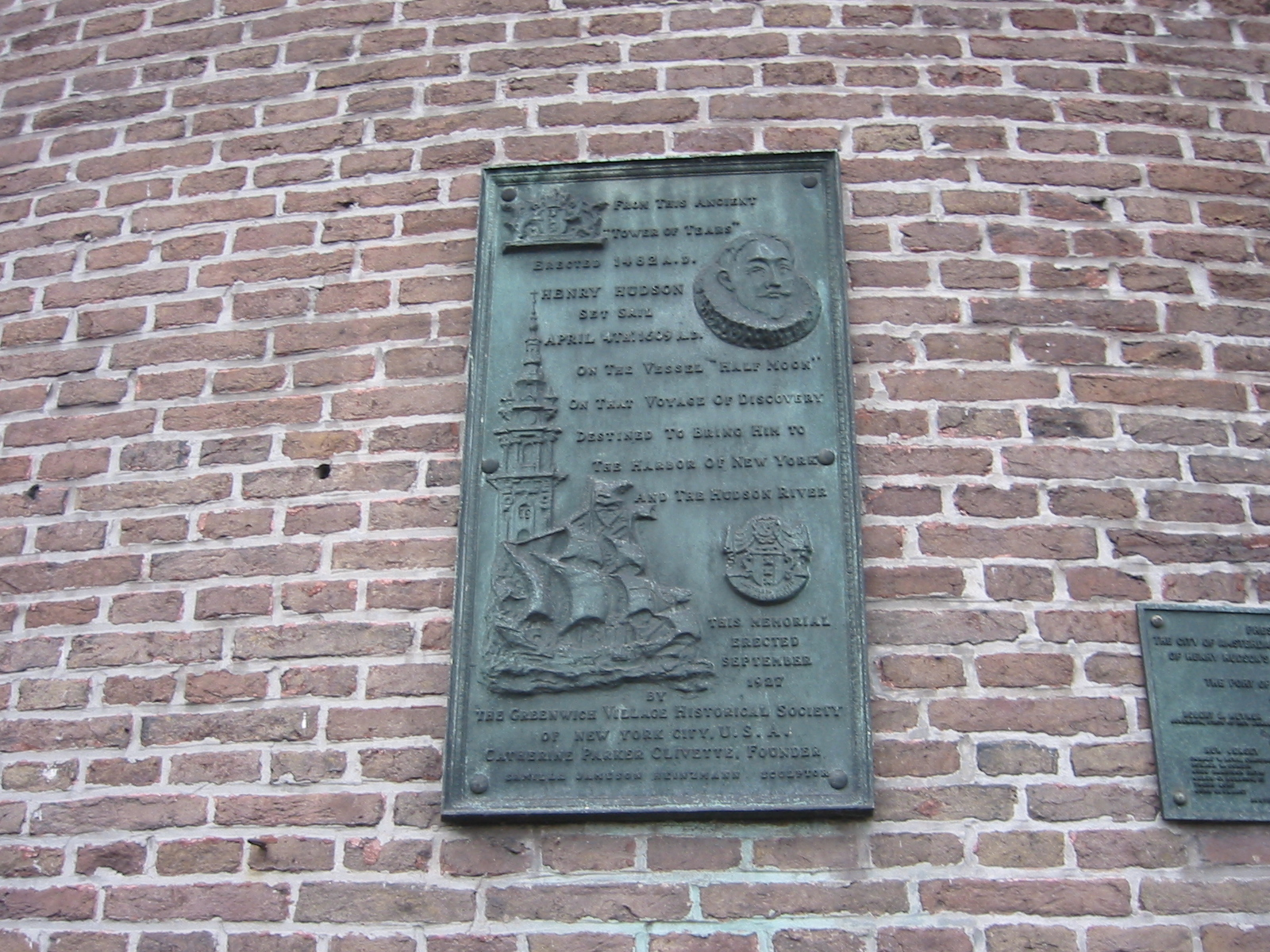
Plakette zu Ehren von Henry Hudson

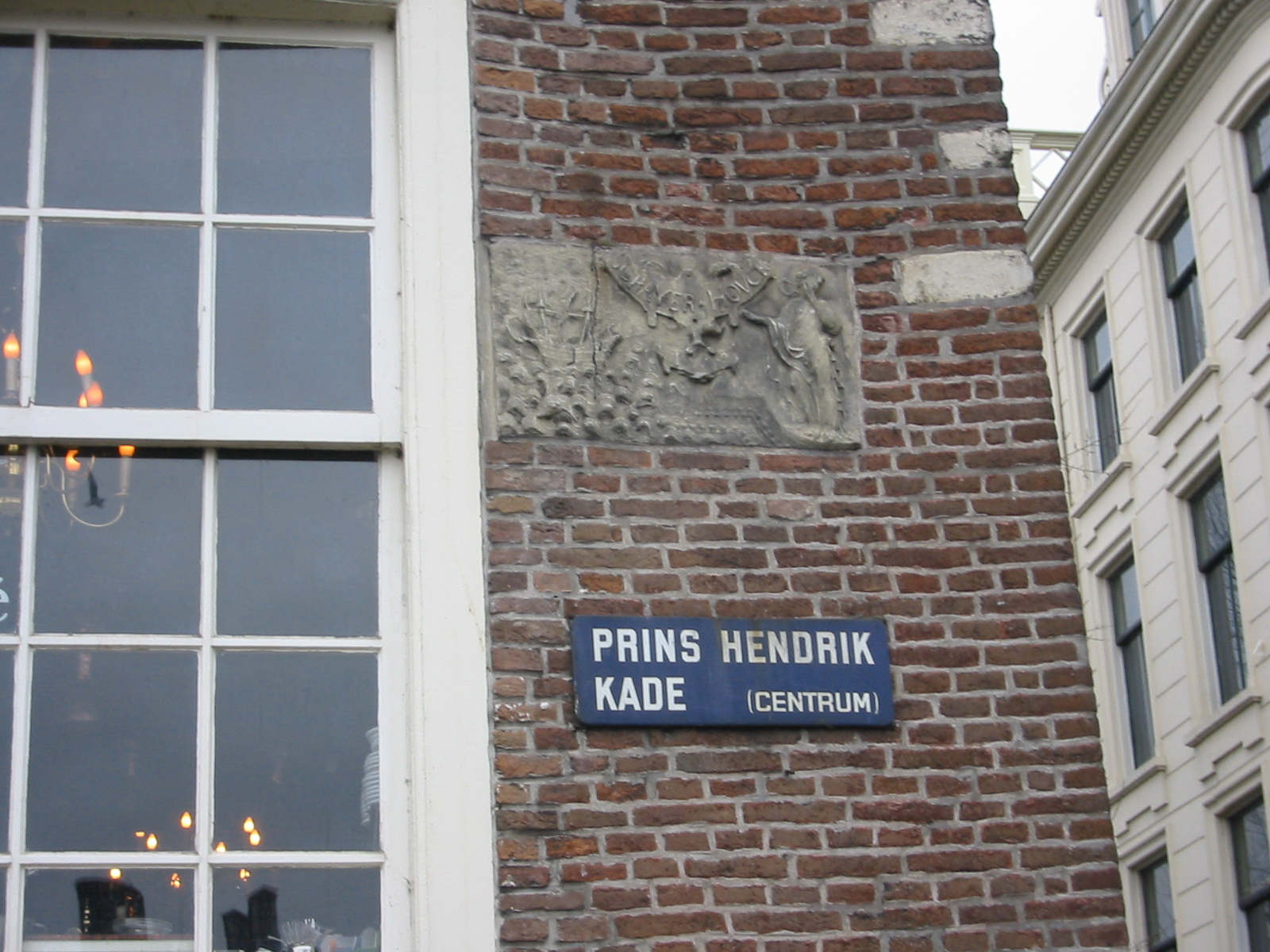
Giebelstein mit dem alten Namen

Der Schreierstoren ist ein ehemaliger Wehrturm in Amsterdam, der früher Bestandteil der Stadtmauer war. Der Turm wurde um 1487 an der Ecke zwischen IJ und der Ostseite der Stadt erbaut. Es ist der einzige erhaltene Verteidigungsturm von Amsterdam.
Der Turm hieß früher Schrayershoucktoren, da die Stadtmauer hier ein scharfes Eck nahm (von schray „scharf“). Volkstümlich überliefert wird, dass an dieser Stelle die Frauen zur Zeit der Niederländischen Ostindien-Kompanie angeblich von ihren Männern Abschied nahmen, wenn diese zu langen und gefährlichen Entdeckungsreisen aufbrachen. Schrei kann hier etwa mit „weinen“ übersetzt werden. 
Die Stadtmauer lief entlang des Hafens und der Prins Hendrikkade über den Platz, auf dem sich heute der Bahnhof Amsterdam Centraal befindet. Am Schreierstoren bog die Mauer scharf nach Südwesten ab, wo sie sich entlang der damaligen Stadsgracht (der heutigen Geldersekade) zur Stadtwaage am Nieuwmarkt fortsetzte. In der Ufermauer entlang der Geldersekade sind heute noch Überreste der Stadtmauer als große Blöcke von Sandstein zu sehen.
Als der Turm seine verteidigende Funktion verlor, diente er noch geraume Zeit als Hafenmeisterei. Ab etwa 1960 wohnte der Hafenmeister in dem Turm.
1966 wurde der Turm restauriert. Die Zinnen, die auf alten Zeichnungen zu sehen waren, wurden nicht wiederhergestellt, da im Gebäude selbst keinerlei Anzeichen dafür gefunden werden konnten, dass der Turm sie jemals besaß. Seit der Restaurierung befindet sich im Gebäude ein Café. Im Obergeschoss wird ein Schiffskarten- und Schiffsbuchhandel betrieben.
Auf der Nordostseite des Turms wurde im September 1927 eine Plakette zur Erinnerung an die Reise von Henry Hudson angebracht, der von hier aus am 4. April 1609 im Auftrag der Niederländischen Ostindien-Kompanie in See stach, um eine Westdurchfahrt nach Indien zu finden. Sie wurde auf Initiative der Greenwich Village Historical Society mit Sitz in New York angebracht.